# Jinbei S70

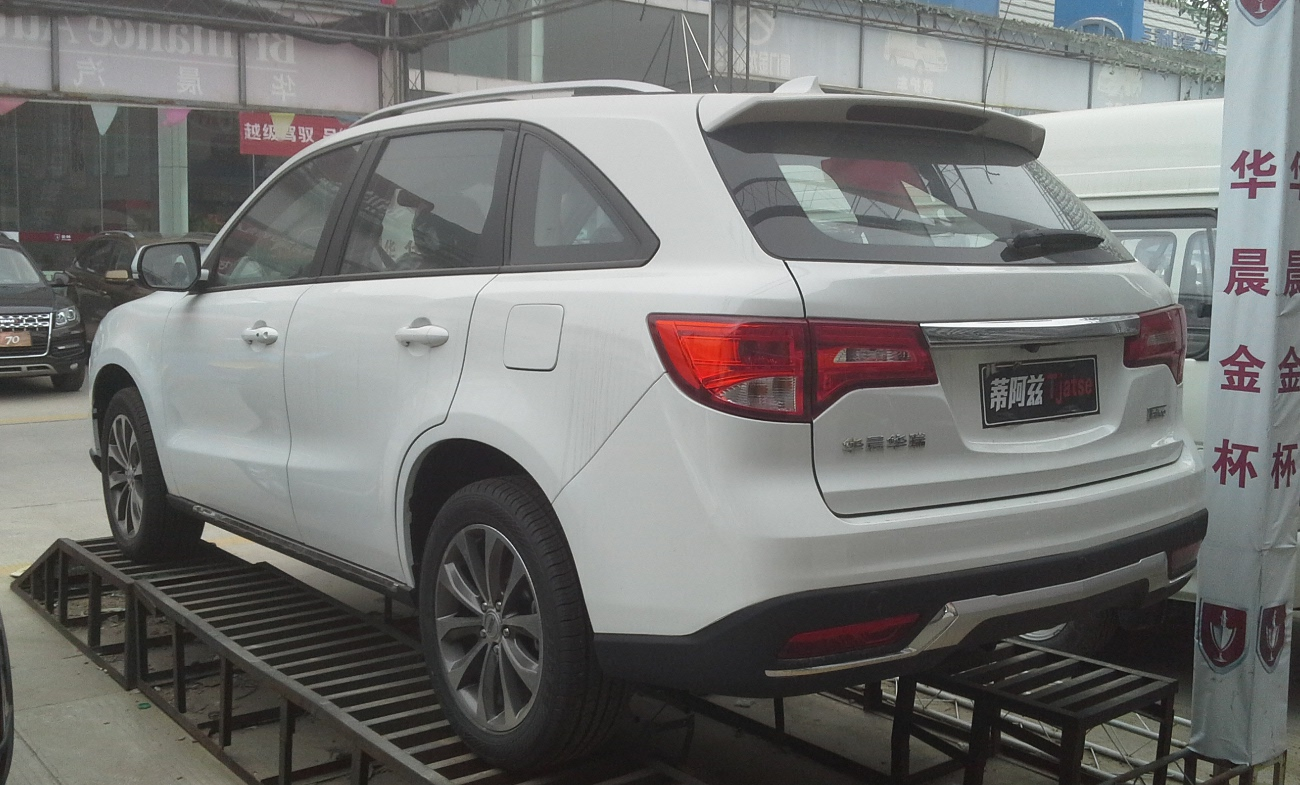
Вид сзади

Jinbei S70 или Jinbei Tjatse (蒂阿兹) — среднеразмерный кроссовер с тремя рядами сидений производства компании Jinbei.

## Описание
Jinbei S70 (он же Jinbei Tjatse) впервые был представлен в 2016 году в Чэнду. В движение автомобиль приводится 1,5-литровым рядным четырёхцилиндровым турбодвигателем мощностью 154 л. с. при 5200—5500 об/мин. Цены варьировались от 79800 до 113000 юаней. В 2018 году планировался выпуск пикапов.

## Разногласия в дизайне
Дизайн Jinbei S70 был очень спорным, поскольку он был явно переработан по сравнению с третьим поколением Acura MDX.